# История почты и почтовых марок Сьерра-Леоне
История почты и почтовых марок Сьерра-Леоне описывает развитие почтовой связи в Сьерра-Леоне, государстве в Западной Африке, граничащем с Гвинеей на севере и востоке, с Либерией на юго-востоке и с Атлантическим океаном на западе и юго-западе, со столицей во Фритауне, бывшей британской колонии (1859—1896), британской колонии и протектората (1896—1961), независимого государства в составе Британского содружества (1961—1971), республики (с 1971).
Сьерра-Леоне входит в число стран — участниц Всемирного почтового союза (ВПС; с 1974), а её нынешним национальным почтовым оператором является компания «SALPOST» (англ. Sierra Leone Postal Services).

## Развитие почты
В 1853 году в Сьерра-Леоне был назначен почтовый служащий. С этого же года через Сьерра-Леоне пересылались почтовые отправления из Гамбии. Почтовые марки Сьерра-Леоне использовались в Гамбии в 1861—1869 годах.
В отличие от других британских колоний, почтовые марки Великобритании никогда официально не были в обращении в Сьерра-Леоне, хотя существуют примеры их использования на кораблях Западно-африканской эскадры по борьбе с рабством с гашениями местными почтовыми штемпелями.

## Выпуски почтовых марок

### Первые почтовые марки
Первой почтовой маркой Сьерра-Леоне стала марка номиналом 6 пенсов, выпущенная 21 сентября 1859 года.

### Последующие выпуски

#### От королевы Виктории до короля Георга V (1859—1935)

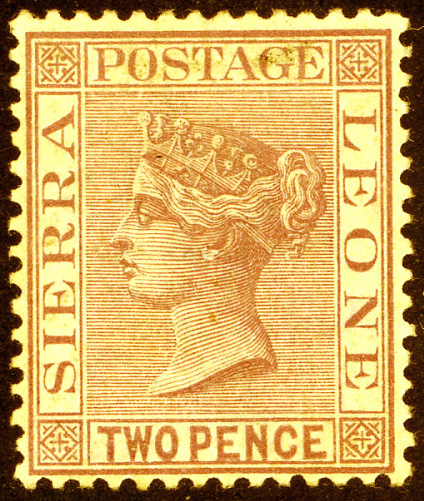
Почтовая марка Сьерра-Леоне, 1883 г.

Новая серия с изображением королевы Виктории была выпущена в 1872 году, причём этот дизайн использовался до 1896 года.
В 1896—1897 годах вышла серия из тринадцати викторианских марок колониального типа. В 1897 году на фискальных марках номиналом 1, 3, 6 пенсов, 1 и 2 шиллинга была сделана надпечатка текста англ. «Postage and Revenue» («Почтовый и гербовый сборы»), и на них ещё была сделана надпечатка нового тарифа 2½ пенсов (марка номиналом 1 пенни так и осталась без надпечатки нового тарифа). Все почтовые марки короля Эдуарда VII являются марками колониального типа.
В 1912—1916 годах была эмитирована серия короля Георга V. Все номиналы до 10 пенсов (кроме 3 пенсов) относились к маркам колониального типа. На марках номиналом 3 пенса и от 1 шиллинга до 5 ф. ст. был изображен портрет короля и символ колонии — слон. В 1932 году была выпущена новая стандартная серия с изображением короля и рисового поля (от ½ пенни до 1 шиллинга) или пальм и деревьев колы (от 2 шиллингов до 1 фунта стерлингов). За ней последовал выпуск из 13 почтовых марок в 1933 году в ознаменование столетия отмены рабства и смерти Уильяма Уилберфорса. Это были первые памятные марки Сьерра-Леоне. В 1935 году был эмитирован омнибусный выпуск Crown Agents, посвященный 25-летию восшествия на трон короля.

#### Король Георг VI и королева Елизавета II (1937—1961)

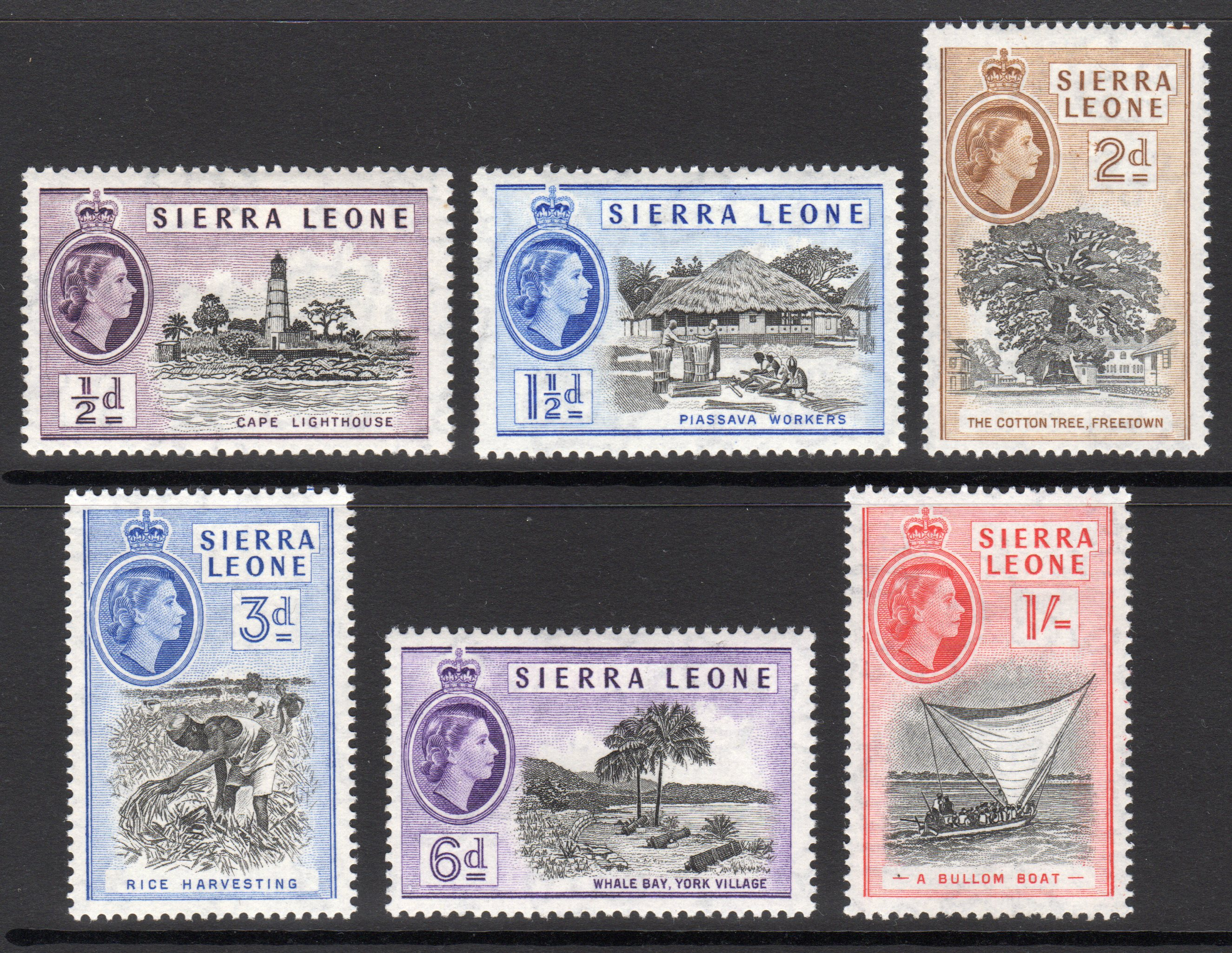
Почтовые марки из стандартной серии 1956 г.

Как и во многих британских колониях, первой серией короля Георга VI был омнибусный выпуск Crown Agents в честь коронации 1937 года. Стандартный выпуск выходил в период с 1938 года по 1944 год, за ним последовали омнибусные выпуски «Победа» (1 октября 1946), «25-летие королевской свадьбы» (1 декабря 1948) и «75-летие ВПС» (10 октября 1949).
Первым филателистическим выпуском королевы Елизаветы II стал коронационный омнибусный выпуск, за которым последовала стандартная серия, выпускавшаяся между 1956 и 1961 годами.
Для почтовых марок британской Сьерра-Леоне характерны надписи: англ. «Sierra Leone postage» («Почтовый сбор Сьерра-Леоне»), «Postage & revenue» («Почтовый и гербовый сборы»).

#### Независимость и республика (1961-)
Провозглашение независимости 27 апреля 1961 года было отмечено эмиссией памятных марок. На этих первых почтовых марках независимой Сьерра-Леоне были изображены национальные сюжеты, причём вместо королевы на всех марках серии присутствует национальный герб: львица на фоне гор.
В период с 1860 года по 1963 год были эмитированы 254 почтовые марки.
В 1964 году новая валюта — центы и леоне — заменила старую британскую валюту. Это привело к появлению большого числа почтовых марок с надпечатками новой валюты.
С середины 1960-х годов Сьерра-Леоне выпускала почти исключительно почтовые марки, ориентированные на рынок тематической филателии. В частности, многие марки, выпущенные в период между 1964 и 1971 годами, имели необычную, так называемую свободную форму, подобно почтовым маркам Тонга.
В 1968 году была эмитирована серия почтовых марок в 6 вариантах.
Страна стала республикой в 1971 году, и хотя первый выпуск республики был в форме львиной головы, с 1973 года стали издаваться марки обычной (прямоугольной) формы.
В 1979 году вышел первый почтовый блок страны.
Сьерра-Леоне регулярно выпускает как тематические, так и памятные марки.

### Самоклеящиеся марки
В феврале 1964 года Сьерра-Леоне выпустила первую самоклеящуюся почтовую марку, изготовленную британской типографией Walsall.

## Британская военная почта
В период с 1997 года по 2015 год в связи с гражданской войной в Сьерра-Леоне во время выполнения определённых операций размещались корабли и отдельные подразделения Вооружённых сил Великобритании, на борту которых и в которых работали британские военные почтовые отделения (BFPO). В частности, в ходе операции «Паллизер» (Palliser) с 8 мая 2000 года по 15 июня 2000 года работало почтовое отделение 619 (BFPO 619), использовавшее календарные штемпеля с текстом: «Forces Post Office 142» («Военное почтовое отделение 142»), а в ходе операции «Базилика» (Basilica) с июня 2000 года по сентябрь 2001 года функционировало почтовое отделение 622 (BFPO 622), в котором корреспонденция гасилась календарными почтовыми штемпелями с текстом: англ. «Forces Post Office 142» («Военное почтовое отделение 142»). Группой британских военных советников (Military Advisory and Training Team, MATT), базировавшейся во Фритауне с апреля 2000 года, использовался адрес: «Британское военное почтовое отделение 747» (British Forces Post Office 747, BFPO 747).